# Mateusz Kowalczyk
Mateusz Kowalczyk, né le 3 mai 1987 à Chrzanów, est un joueur de tennis professionnel polonais.

## Carrière
Mateusz Kowalczyk est un spécialiste du double, discipline dans laquelle il a atteint trois fois la finale d'un tournoi ATP.

## Palmarès

### Titre en simple
Aucun

### Finale en simple
Aucune

### Titre en double (1)
| No | Date       | Nom et lieu du tournoi | Catégorie | Surface      | Partenaire  | Finalistes                            | Score            |          |
| -- | ---------- | ---------------------- | --------- | ------------ | ----------- | ------------------------------------- | ---------------- | -------- |
| 1  | 07/07/2014 | MercedesCup Stuttgart  | ATP 250   | Terre (ext.) | Artem Sitak | Guillermo García-López Philipp Oswald | 2-6, 6-1, [10-7] | Parcours |

### Finales en double (2)
| No | Date       | Nom et lieu du tournoi | Catégorie | Surface      | Vainqueurs                           | Partenaire      | Score            |          |
| -- | ---------- | ---------------------- | --------- | ------------ | ------------------------------------ | --------------- | ---------------- | -------- |
| 1  | 03/05/2010 | Serbia Open Belgrade   | ATP 250   | Terre (ext.) | Santiago González Travis Rettenmaier | Tomasz Bednarek | 7-66, 6-1        | Parcours |
| 2  | 08/07/2013 | MercedesCup Allemagne  | ATP 250   | Terre (ext.) | Facundo Bagnis Thomaz Bellucci       | Tomasz Bednarek | 2-6, 6-4, [11-9] | Parcours |

## Parcours dans les tournois duGrand Chelem

### En simple
N'a jamais participé à un tableau final.

### En double
| Année | Open d'Australie | Open d'Australie | Internationaux de France    | Internationaux de France    | Wimbledon                   | Wimbledon                     | US Open | US Open |
| ----- | ---------------- | ---------------- | --------------------------- | --------------------------- | --------------------------- | ----------------------------- | ------- | ------- |
| 2010  | —                | —                | 1er tour (1/32) T. Bednarek | M. Fyrstenberg M. Matkowski | 1er tour (1/32) T. Bednarek | Sa. Ratiwatana So. Ratiwatana | —       | —       |
| 2011  | —                | —                | —                           | —                           | —                           | —                             | —       | —       |
| 2012  | —                | —                | —                           | —                           | —                           | —                             | —       | —       |
| 2013  | —                | —                | 1er tour (1/32) L. Rosol    | M. Llodra N. Mahut          | 2e tour (1/16) T. Bednarek  | I. Dodig M. Melo              | —       | —       |
| 2014  | —                | —                | —                           | —                           | —                           | —                             | —       | —       |
| 2015  | —                | —                | —                           | —                           | 1er tour (1/32) I. Zelenay  | M. Granollers Marc López      | —       | —       |

N.B. : le nom du ou de la partenaire se trouve sous le résultat ; le nom des ultimes adversaires se trouve à droite.